# Jean I. de Neufchâtel

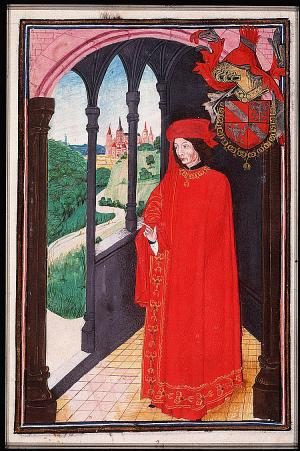
Jean I. de Neufchâtel im Statutenbuch des Ordens (Den Haag, KB, 76 E 10, fol. 50v)

Jean I. de Neufchâtel (* wohl 1378/79; † April 1433 im Heiligen Land) war einer der wichtigsten burgundischen Militärs und Diplomaten zur Zeit der Herzöge Johann Ohnefurcht und Philipp der Gute. Er war Herr von Montaigu, Fontenoy-en-Vôge, Amance, Chemilly, Fondremand, Conflans-en-Bassigny, Liesle, Chissey, Buffard, Nanteuil-la-Fosse und Sommeville etc., Großmundschenk von Frankreich und Generalkapitän sowohl des Herzogtums Burgund als auch der Freigrafschaft Burgund. 1430 wurde er zum Gründungsmitglied des Ordens vom Goldenen Vlies (Diplom Nr. 24) – und knapp zwei Jahre später wegen einer verlorenen Schlacht der erste, der aus dem Orden ausgeschlossen wurde.

## Familie
Jean de Neufchâtel war der jüngste Sohn von Thiébaut VI., Herr von Neufchâtel († Dezember 1401/Januar 1402) aus dem Adelsgeschlecht Neufchâtel-en-Bourgogne, und Margarete von Burgund († wohl 1397) aus dem Haus Chalon. Er war der jüngere Bruder von Thiébaut VII. de Neufchâtel (X 1396) und Humbert de Neufchâtel, Bischof von Basel († 1418). Sein Onkel väterlicherseits war der Kardinaldekan Jean de Neufchâtel († 1398), mütterlicherseits war es Jean de Bourgogne († 1373), dessen Erbe ihm nach dem Tod seiner Mutter zufiel, darunter die Baronien Montaigu, Amance und Fontenoy, die Herrschaften Fondremand und Port-sur-Saône, sowie Liesle, Chissey und Buffard im Tal der Loue. Von seinem Vater erhielt er im Jahr 1400 unter anderem die Herrschaft Nancuise, die er im Jahr darauf mit seinem Bruder Thiébaut gegen Chemilly tauschte. 1418 erwarb er vom Kardinal und Herzog Ludwig von Bar die Herrschaft Conflans und von Bonne de Bar die Herrschaften Nanteuil-la-Fosse und Cumy.
Im Dezember 1398 heiratete er Jeanne de Ghistelles, Dame d’Havrincourt († zwischen Februar 1423 und 1431, bestattet in der Abtei Notre-Dame de Faverney), Witwe von Jean de Chalon, Seigneur de Châtelbelin (X 1396), und Tochter von Jean VI., Herr von Ghistelles und Generalkapitän von Flandern, und Jeanne de Châtillon. Sie brachte die Herrschaft Saint-Lambert in den Ardennen (Amance Saint Lambert) und die Vizegrafschaft Bligny mit in die Ehe, die sie von ihrer Mutter geerbt hatte. Um diesen Besitz gab es Auseinandersetzungen mit Louis II. de Chalon, Graf von Tonnerre, die 1401 begannen und erst 1421 beigelegt werden konnten. Da die Ehe kinderlos blieb, fiel der Besitz nach dem Tod Jeannes an ihre Familie zurück.
Jean de Neufchâtel hatte jedoch fünf uneheliche Kinder, von denen die beiden ältesten 1424 von Heinrich VI. als König von Frankreich und England, legitimiert wurden:
- Thibaud, Seigneur de Chemilly etc (* wohl 1396, † 1454), Sohn von Isabelle de Villers; ⚭ I Ameline de Bavans († nach 1427), ⚭ II um 1440 Catherine de Vergy († 1480) (Haus Vergy) – Nachkommen in der Freigrafschaft Burgund und der Champagne
- Antoine († vor 1481), Sohn von Isabeau de Buissy, Herr von Sillery; ⚭ Agnès de Françières († nach 1488) – Nachkommen in Lothringen
- Jacques († 1476/82), Seigneur de Sorans-les-Cordiers; ⚭ Etiennette de Maissey († nach 1482)
- Jean ⚭ 1445 Agnès de Houdelaincourt
- Isabelle († nach 1499), Tochter von Billacte d‘Amance; ⚭ 1453 Henri Brabant de Chaumont († 1481)

## Leben
1395 nahm Jean de Neufchâtel an der Vereidigung seines Vaters als Administrator des Fürstbistums Basel für seinen Bruder Humbert teil. Im Jahr 1400 befand er sich im Gefolge des burgundischen Herzogs Philipp der Kühne. 1403 wurde er zum Mundschenk des französischen Königs ernannt. 1408 wird er als Ritter bezeichnet, nachdem er großen Anteil am burgundischen Sieg in der Schlacht von Othée hatte. 1409 nahm er an der Belagerung von Vellexon teil, 1410 bis 1412 war er Generalkapitän für Burgund (Herzogtum und Freigrafschaft). 1411 und 1412 bekämpfte er den Aufstand von Louis II. de Chalon im Tonnerrois. 1413 kommandierte er die burgundischen Truppen im Artois, von Juli bis September 1414 leitete er die Verteidigung von Arras gegen die Truppen des Königs (→ Frieden von Arras (1414)). Im gleichen Jahr wurde er burgundischer Rat, im Oktober gehörte er zu den Gesandten bei den Verhandlungen mit den Österreichern, Württembergern und Schweizern, ebenfalls 1414 wurde er vom französischen König zum Gardien de la terre de Luxeuil gemacht (darüber hinaus war er Gardien der Klöster Faverney und Calmoutier), im Jahr darauf befand er sich auf dem Konzil von Konstanz. Im November 1415 ernannte ihn der Herzog zum Gouverneur der Freigrafschaft (das Amt hatte er bis 1419 inne) sowie von Rosemont und Belfort, im Dezember wurde er nach Lyon zum deutschen König Sigismund gesandt. 1416 wurde er Rat und Kämmerer des französischen Königs. 1417 belagerte er Nogent und eroberte Châlons-sur-Marne, dessen Gouverneur er anschließend wurde. Nachdem er Rouen gegen die Engländer verteidigt hatte, wurde er 1418 zum Großmundschenk von Frankreich (sein Neffe Thiébaut VIII. de Neufchâtel, war zur gleichen Zeit, von 1418 bis 1422, Großmeister von Frankreich) und 1419 zum Präsidenten des Rechnungshofes ernannt.
Beim Vertragsschluss von Pouilly-le-Fort (Juli 1419) befand er sich wieder im Gefolge des Herzogs und im September war er der einzige, der den Mordanschlag auf der Brücke von Montereau überlebte, er gehörte daraufhin zu denjenigen, die die Herzoginwitwe in Troyes, den neuen Herzog in Gent sowie dessen Ehefrau in Dijon über die Tat in Kenntnis setzten. Letztere setzte ihn danach als ihren Gesandten beim französischen König und dem Kardinal von Bar ein. Im Jahr 1420 nahm er an den Verhandlungen zum Vertrag von Troyes (Mai) und an der Hochzeit von Catherine de France und Heinrich V. von England (Juni) teil. 1423 eroberte er die Orte in der Champagne, die von La Hire (Étienne de Vignolles) im Namen des Königs gehalten wurden, 1424 kämpfte er im Juli bei der Belagerung von Nesle und zwang im Oktober La Hire in Vitry-le-François zur Kapitulation. Der Herzog von Bedford übertrug ihm daraufhin die Herrschaften Sommeville, Conflans und Vitry-la-Ville.
Im Januar 1430 wurde Jean de Neufchâtel zum Mitglied des anlässlich der Hochzeit des Herzogs gegründeten Ordens vom Goldenen Vlies. Anschließend verhandelte er in Jonvelle und Lure mit den Abgesandten des Herzogs von Lothringen und des Herzogs von Österreich. Im Juni nahm er am Feldzug von Louis II. de Chalon, Fürst von Oranien, in die Dauphiné teil, die am 11. Juni 1430 zur Niederlage von Anthon führte, die ihm später den Vorwurf der Flucht aus Feigheit einbrachte. Zwar nahm er 1431 noch an den Verhandlungen mit den Gesandten des Herzogs von Österreich in Montbéliard und denen des Herzogs von Lothringen und Bar in Luxeuil teil (nicht allerdings an der Schlacht von Bulgnéville im Juli – hier wird er häufig mit Jean de Fribourg, Comte de Neuchâtel – Johann von Freiburg, Graf von Neuenburg – verwechselt), fiel dann aber wegen der Vorkommnisse von Anthon in Ungnade und wurde schließlich am 30. November 1431 aus dem Orden von Goldenen Vlies ausgeschlossen. Vergebens versuchte er auf dem Ordenskapitel von 1432 den Ausschluss rückgängig zu machen.
Jean de Neufchâtel brach nach dieser endgültigen Niederlage zu einer Pilgerreise ins Heilige Land auf, auf der er im April 1433 starb. Er wurde in der Abtei Notre-Dame de Faverney bestattet.